# Occidental (Califòrnia)
Occidental és una concentració de població designada pel cens dels Estats Units a l'estat de Califòrnia. Segons el cens del 2000 tenia 1.272 habitants.

## Demografia
Segons el cens del 2000, Occidental tenia 1.272 habitants, 524 habitatges, i 319 famílies. La densitat de població era de 98,6 habitants/km².
Dels 524 habitatges en un 32,3% hi vivien nens de menys de 18 anys, en un 46,2% hi vivien parelles casades, en un 10,3% dones solteres, i en un 39,1% no eren unitats familiars. En el 27,1% dels habitatges hi vivien persones soles el 5,2% de les quals corresponia a persones de 65 anys o més que vivien soles. El nombre mitjà de persones vivint en cada habitatge era de 2,4 i el nombre mitjà de persones que vivien en cada família era de 2,91.
Per edats la població es repartia de la següent manera: un 22,8% tenia menys de 18 anys, un 7,6% entre 18 i 24, un 27,7% entre 25 i 44, un 33,3% de 45 a 60 i un 8,6% 65 anys o més.
L'edat mediana era de 41 anys. Per cada 100 dones de 18 o més anys hi havia 100 homes.
La renda mediana per habitatge era de 54.000 $ i la renda mediana per família de 71.375 $. Els homes tenien una renda mediana de 46.806 $ mentre que les dones 29.306 $. La renda per capita de la població era de 25.970 $. Entorn del 7,9% de les famílies i el 9,8% de la població estaven per davall del llindar de pobresa.

## Poblacions més properes
El següent diagrama mostra les poblacions més properes.